# Navanax
Navanax is een geslacht van weekdieren uit de klasse van de Gastropoda (slakken).

## Soorten
- Navanax aenigmaticus (Bergh, 1893)
- Navanax gemmatus (Mörch, 1863)
- Navanax inermis (J. G. Cooper, 1862)
- Navanax orbignyanus (Rochebrune, 1881)
- Navanax polyalphos (Gosliner & Williams, 1972)